# Wood-Loco Vehicle Company
Wood-Loco Vehicle Company war ein US-amerikanischer Hersteller von Automobilen.

## Unternehmensgeschichte
Joseph C. Wood betrieb 1900 zusammen mit seinem Bruder in Worcester in Massachusetts ein Geschäft für neue und gebrauchte Möbel. Außerdem experimentierte er mit Automobilen. Im Oktober 1900 verkaufte er das Geschäft. 1901 gründete er zusammen mit einigen örtlichen Geschäftsleuten das neue Unternehmen in Cohoes im US-Bundesstaat New York. Im gleichen Jahr begann die Produktion von Automobilen. Der Markenname lautete Wood-Loco. 1902 endete die Produktion. 1903 wurde das Unternehmen aufgelöst.
1903 gründete Wood die Wood Vapor Vehicle Company und fertigte erneut Kraftfahrzeuge.

## Fahrzeuge
Im Angebot standen ausschließlich Dampfwagen. Der Dampfmotor hatte zwei Zylinder und leistete 8 PS. Er war unter dem Sitz montiert und trieb die Hinterachse an. Eine Quelle nennt Runabout in der Sitzanordnung Vis-à-vis mit Platz für fünf Personen und Lieferwagen. Eine andere Quelle gibt einen Runabout mit zwei Sitzen, einen Dos-à-dos mit fünf Sitzen und einen Lieferwagen an.